# Klondike Annie
Klondike Annie és una pel·lícula estatunidenca dirigida per Raoul Walsh i estrenada el 1936.

## Argument[1]
Mae West retrata la història de Rose Carlton, "The Frisco Doll". Accidentalment assassina el seu guarda, Chan Lo, mentre està intentant matar-la a ella i escapa en un vaixell a Nome, Alaska. "The Frisco Doll" ara és buscada per assassinat. En ruta li donen espai en una cabina amb una dona missionera, la Germana Annie Alden. La dona va a rescatar una missió amb problemes econòmics a Nome. La germana Annie mor en ruta. Frisco Doll assumeix la identitat de la Germana Annie i es disfressa com a prostituta en una escena més tard suprimida pels censors. Frisco Doll decideix rescatar la missió i recull els diners amb un sermó que sacseja les ànimes. Klondike Annie/Rose Carlton/The Frisco Doll sap que ha de lliurar-se i demostrar la seva innocència perquè era en autodefensa. Agafa el vapor de tornada a San Francisco on s'enamora del Capità del vaixell, Bull Brackett.

## Producció
Aquesta pel·lícula va provocar una esquerda entre West i William Randolph Hearst, que va decidir no publicar mai el nom de West a cap dels seus diaris. La raó donada era el caràcter sexual de West en una escena religiosa. Això pot semblar hipocrita a causa del seu afer extramatrimonial amb l'actriu Marion Davies. West va dir jo puc haver convidat els censors a Hollywood, però també he salvat la indústria i la Paramount.
La producció va començar el 16 de setembre de 1935 i va acabar el desembre d'aquell any. Klondike Annie  es va estrenar el 21 de febrer de 1936 amb un cost de producció d'un milió de dòlars. Com és normal amb les pel·lícules de West, algunes escenes es van suprimir per fer presentable aquesta pel·lícula en la majoria dels mercats. Es van suprimir vuit minuts de la pel·lícula. Les seqüències presumiblement s'han perdut per sempre.
Una de les seqüències perdudes és l'escena en la qual "The Frisco Doll "apunyala Chan Lo quan ell l'anava a matar. L'altra escena perduda és quan The Frisco Doll canvia la identitat amb la Germana Annie i es disfressa de Germana Annie prostituta. La connexió velada de la Germana Annie i The Salvation Army convertia aquesta escena en inadequada per als censors però la seva supressió feia semblar inconnex el final de la pel·lícula. L'Estat de Georgia va prohibir aquesta pel·lícula immediatament.

## Repartiment
- Mae West: Rose Carlton / Germana Annie Alden
- Victor McLaglen: Bull Brackett
- Phillip Reed: Inspector Jack Forrest
- Helen Jerome Eddy: Germana Annie Alden
- Harry Beresford: Germà Bowser
- Harold Huber: Chan Lo
- Lucile Gleason: Big Tess
- Conway Tearle: Vance Palmer
- Esther Howard: Fanny Radler
- Soo Yong: Fah Wong
- John Rogers: Buddie
- Ted Oliver: Grigsby
- Lawrence Grant: Sir Gilbert
- Gene Austin: Organista
- Vladimar Bykoff: Marinoff